# Зиґмунти (Мазовецьке воєводство)
Зиґмунти (пол. Zygmunty) — село в Польщі, у гміні Ласкажев Ґарволінського повіту Мазовецького воєводства.
Населення — 202 особи (2011).
У 1975-1998 роках село належало до Седлецького воєводства.

## Демографія
Демографічна структура станом на 31 березня 2011 року:
|          | Загалом | Допрацездатний вік | Працездатний вік | Постпрацездатний вік |
| -------- | ------- | ------------------ | ---------------- | -------------------- |
| Чоловіки | 97      | 21                 | 62               | 14                   |
| Жінки    | 105     | 23                 | 63               | 19                   |
| Разом    | 202     | 44                 | 125              | 33                   |